# Hình tượng con cò trong văn hóa
Hình tượng con cò trong văn hóa Việt Nam có ảnh hưởng sâu đậm trong tâm trí của người dân Việt Nam nhất là ở nông thôn. Cò là một trong những động vật gắn bó với đồng ruộng làng quê, cùng với trâu, gà, lợn tạo nên một bức tranh tổng thể về đồng quê Việt Nam. Trong các loài chim, cò là một trong những loài chim đi vào đời sống của người Việt Nam sâu đậm nhất.
Người Việt hay ví von, ca hát là nhắc đến cò. Sâu đậm đến độ trong ca dao Việt Nam có rất nhiều bài nói về cò, trong dân ca có riêng một điệu hát mang tên là điệu hát Cò lả. Hình tượng con cò được phản ánh rất nhiều qua ca dao và dân ca và là hình ảnh về thân phận của người phụ nữ nông thôn Việt Nam với tấm thân gầy guộc, khẳng khiu, da bọc xương, lặn lội bì bõm, tần tảo, lom khom hay còn gọi là tấm thân cò.

## Trong ca dao
Cò được nêu lên trong bài ca dao và đôi khi được ví von với người phụ nữ hay thân phận vất vả, tần tảo của người phụ nữ, ca dao Việt Nam đã dùng hình ảnh con cò là biểu tượng để lại dấu ấn sâu đậm nhất trong tâm thức mỗi con người Việt vì cánh cò mỏng manh, nhỏ bé, cần cù mà trắng trong như người phụ nữ suốt một đời bình lặng. Ca dao xưa khi ca ngợi về vẻ đẹp, phẩm chất của người phụ nữ Việt Nam cũng thường ví với hình ảnh con cò.
Bài ca dao Con cò mà đi ăn đêm kể về chuyện một con cò sa xuống nước, người ta bắt được sắp đem làm thịt, mà nó vẫn xin nấu bằng nước trong, để cho chết cũng được trong sạch. Bài "Con cò mà đi ăn đêm" đến với người nghe, người đọc qua nhiều thế hệ với cách nói ẩn dụ như là một phương thức biểu hiện độc đáo của ca dao Việt Nam và ẩn chứa một triết lý sống cao đẹp của con người Việt Nam.
Con cò mà đi ăn đêm,
Đậu phải cành mềm lộn cổ xuống ao.
Ông ơi ông vớt tôi nao!
Tôi có lòng nào, ông hãy xáo măng.
Có xáo thì xáo nước trong,
Đừng xáo nước đục đau lòng cò con.
Một bài ca dao nói về thân phận con cò, trong đó đã vẽ lên hình tượng một người vợ, người mẹ giàu đức hy sinh cho chồng, cho con. Người vợ, người mẹ ấy vẫn cặm cụi như thân cò lặn lội sớm hôm, vẫn chịu muôn ngàn đắng cay vì chồng con. 
Cái cò lặn lội bờ sông,
Gánh gạo đưa chồng tiếng khóc nỉ non
Nàng về nuôi cái cùng con
Cho anh đi trẩy nước non Cao Bằng
Một số bài ca dao khác như:
Cái cò là cái cò con
Mẹ đi xúc tép để con ở nhà
Mẹ đến chỗ cánh đồng xa
Mẹ sà chân xuống phải mà con lươn

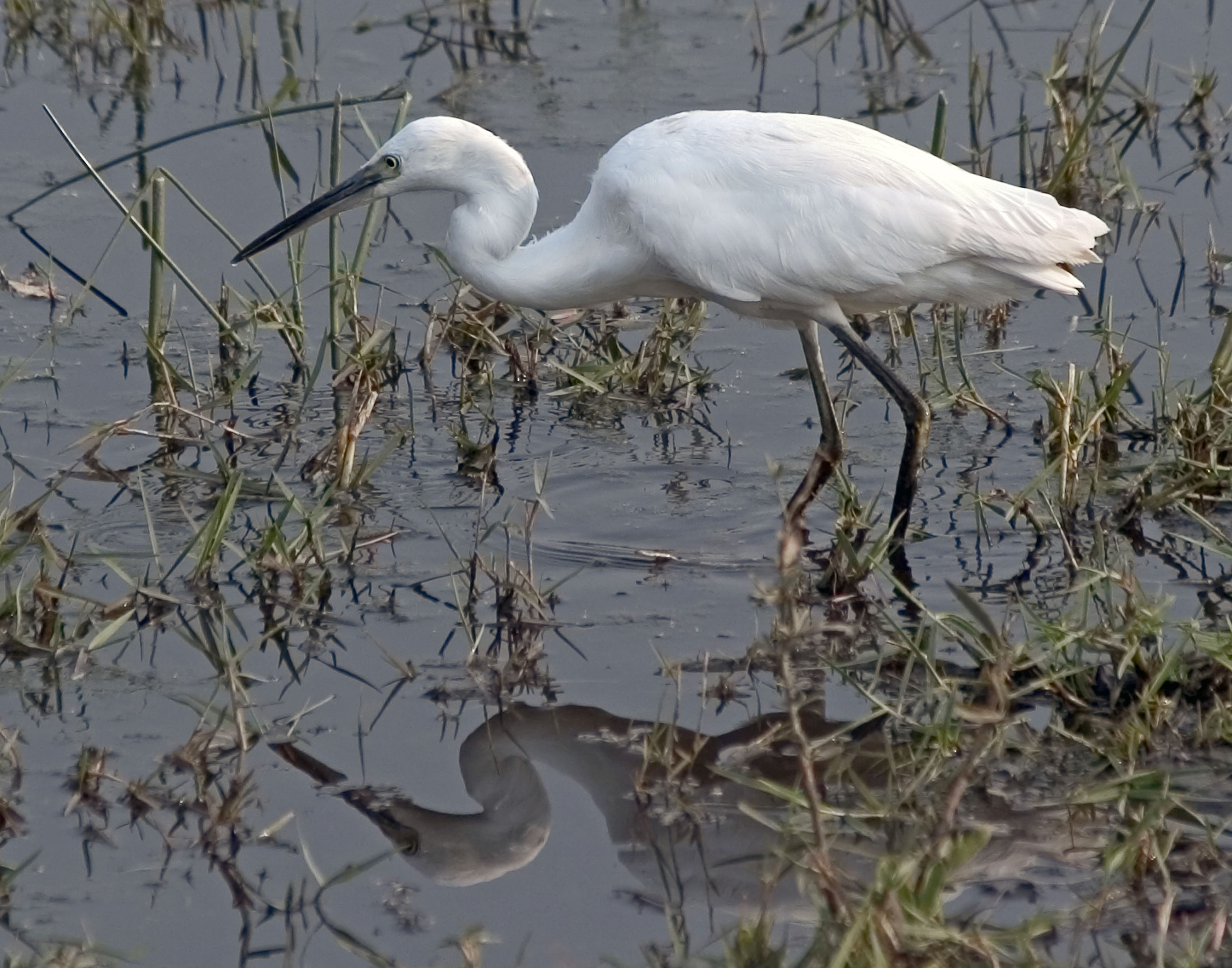
Một con cò đang kiếm ăn

Hay một bài khác về số phận vất vả của con cò
Con cò lặn lội bờ sông
Cổ dài, mỏ cứng, cánh cong, lưng gù
Bãi xa, sông rộng, sóng to
Vì lo cái bụng đi mò cái ăn.
Hay:
Con cò lặn lội bờ ao
Ăn sung thì chát, ăn đào thì chua.
Hình tượng người phụ nữ Việt gánh trên vai nhọc nhằn sớm hôm, biết bao tủi cực mà không biết giãi bày:
Con cò bay lả bay la
Bay từ cửa phủ bay ra cánh đồng
Ngoài ra, ở biểu tượng con cò, khởi thủy các cung bậc tình yêu bắt đầu bằng nỗi nhớ. Nhìn đàn cò trắng bay lượn trên không, xúm xít bầy đàn gợi trong lòng đôi lứa xa nhau tình cảm nhớ thương da diết. Trong xã hội Việt Nam thời phong kiến quyền tự do yêu đương bị hạn chế, đặc biệt là tầng lớp lao động nghèo khổ, tuy nhiên tâm hồn của họ vượt khỏi sự phong tỏa của chế độ phong kiến, họ cất tiếng hát ca ngợi cuộc sống, ca ngợi tình yêu và trao gửi vào ca dao, biểu tượng con cò, đem lại cho ca dao sức sống mãnh liệt.
Một đàn cò trắng bay quanh,
Cho loan nhớ phượng cho mình nhớ ta.
Hay: 
Con cò lặn lội bờ ao
Phất phơ hai dải yếm đào gió bay
Hoặc bài
Con cò lặn lội bờ ao
Hỡi cô yếm đào lấy chú tôi chăng?
...
Con cò là hình ảnh, là biểu tượng của ao đầm, đồng ruộng. Một trong những hình ảnh đẹp nhất là hình ảnh con cò trắng như bông bay liệng la đà trên ruộng lúa mêng mông, bát ngát, trải rộng ra mãi tận chân trời, mà ta gọi là "thẳng cánh cò bay" hay Cò bay thẳng cánh hay nhiều bài ca dao. Nói tới đồng ruộng nước, nói tới lũy tre xanh,  con trâu trên luống cầy, và hình bóng quen thuộc, một hình bóng thân thương, một hình bóng của con cò.
Một đàn cò trắng phau phau
Ăn no tắm mát rủ nhau đi nằm
Bài ca dao con cò bay lả bay la:
Con cò, là cò bay lả, lả bay la
Bay từ là từ cửa phủ
Bay qua là qua cánh đồng
Bài: 
Cái cò, cái vạc, cái nông
Ba con cùng béo vặt lông con nào

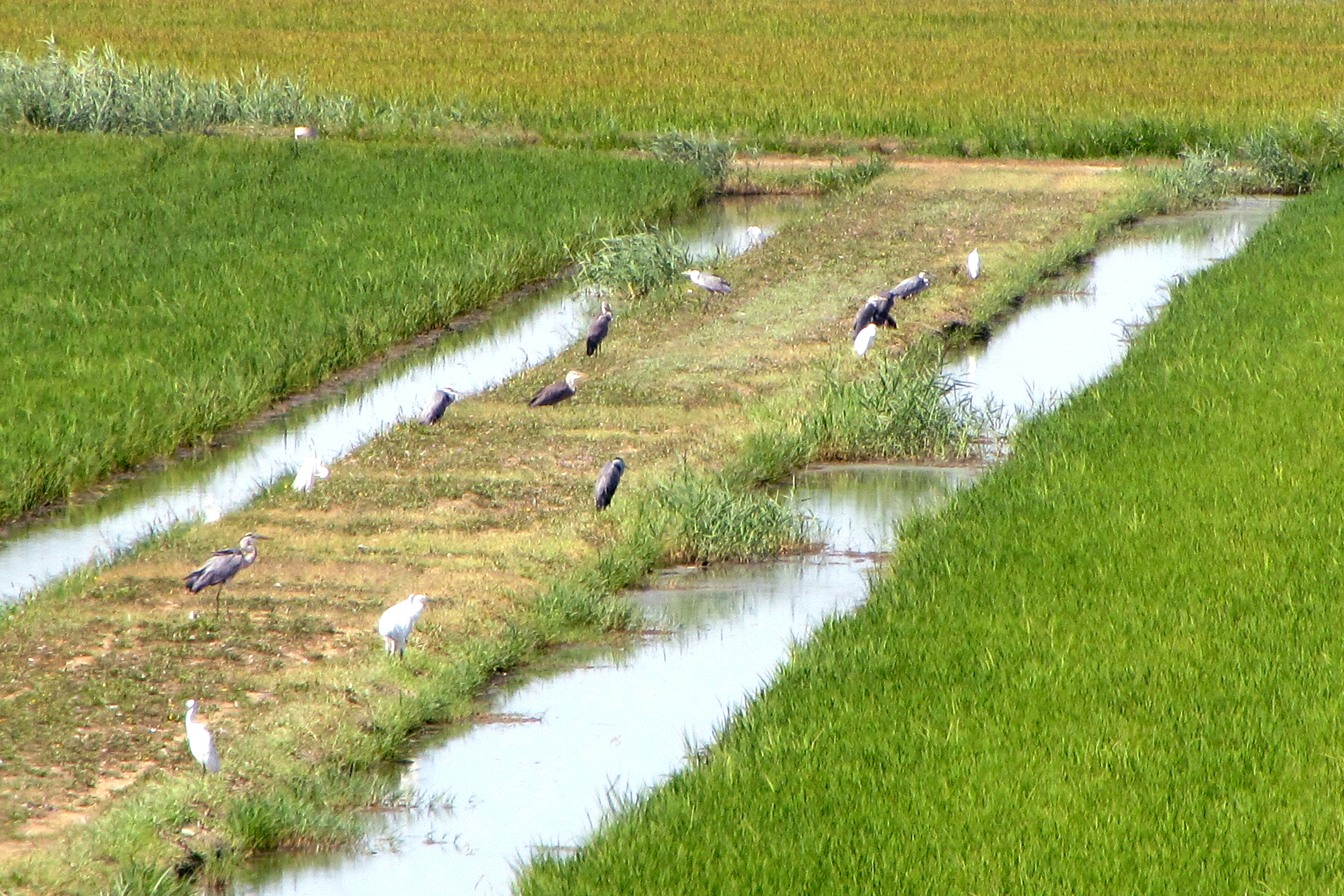
Con cò và đồng ruộng

Nhiều bài ca dao, đồng dao mở đầu bằng hình ảnh con cò, nhiều khi dùng cò như chỉ là một cách để dẫn nhập, vào đề như: 
Cái cò là cái cò Kỳ
Anh cơm nhà dì, uống nước nhà cô

## Trong văn chương
Trong văn chương Việt Nam, cò có thể được xem là biểu tượng của người phụ nữ như trong bài Thương vợ của Trần Tế Xương, con cò được ví như là một người vợ và trở thành hình ảnh của một người phụ nữ đảm đang, cực nhọc làm việc nuôi chồng con
Quanh năm buôn bán ở mom sông,
Nuôi đủ năm con với một chồng.
Lặn lội thân cò khi quãng vắng,
Eo sèo mặt nước buổi đò đông.
Sau này, nhà thơ Chế Lan Viên có sáng tác bài thơ "Con cò" vào năm 1962, in trong tập thơ "Hoa ngày thường - Chim báo bão"(1967) Viết "Con cò" nhà thơ thông qua một cánh cò tượng trưng dập dìu trong lời ru, câu hát thể hiện được tấm lòng yêu thương và những mong ước của người mẹ với đứa con còn bé thơ.

## Văn hóa đại chúng
Cò vì thế cũng dùng chỉ các cơ phận có hình nọc nhọn ví dụ như cò súng, người cảnh sát đôi khi còn được gọi là cò ví dụ như: cò Lộc (Nguyễn Văn Lộc) thường chỉ về viên chức Pháp đứng đầu lực lượng cảnh sát trong một thành phố do chữ "commissaire" đọc chệch ra. Cò hay cò mồi còn dùng để chỉ về những người làm nghề môi giới, trung gian, để môi giới, chèo kéo thường là không chính thức như cò nhà đất, cò dịch vụ, cò giấy tờ hay là nạn cò mồi, chèo kéo du khách nước ngoài.... còn còn được ví von về sự mặc cả như: Cò cưa, cò kè bớt một thêm hai, hay cướp công: cốc mò, cò xơi, hoặc chỉ về động tác (nhảy lò cò)